# Serreslous-et-Arribans
Serreslous-et-Arribans (gaskonsko Sèrraslós e Arribans) je naselje in občina v francoskem departmaju Landes regije Akvitanije. Naselje je leta 2009 imelo 206 prebivalcev.

## Geografija
Kraj leži v pokrajini Gaskonji 32 km jugozahodno od Mont-de-Marsana.

## Uprava
Občina Serreslous-et-Arribans skupaj s sosednjimi občinami Aubagnan, Castelner, Cazalis, Hagetmau, Horsarrieu, Labastide-Chalosse, Lacrabe, Mant, Momuy, Monget, Monségur, Morganx, Peyre, Poudenx, Sainte-Colombe, Saint-Cricq-Chalosse in Serres-Gaston sestavlja kanton Hagetmau s sedežem v Hagetmauu. Kanton je sestavni del okrožja Mont-de-Marsan.

## Zanimivosti
- cerkev sv. Jerneja, Serreslous,
- arena Serreslous-et-Arribans.